# 카를 아우구스트 (작센바이마르아이제나흐)

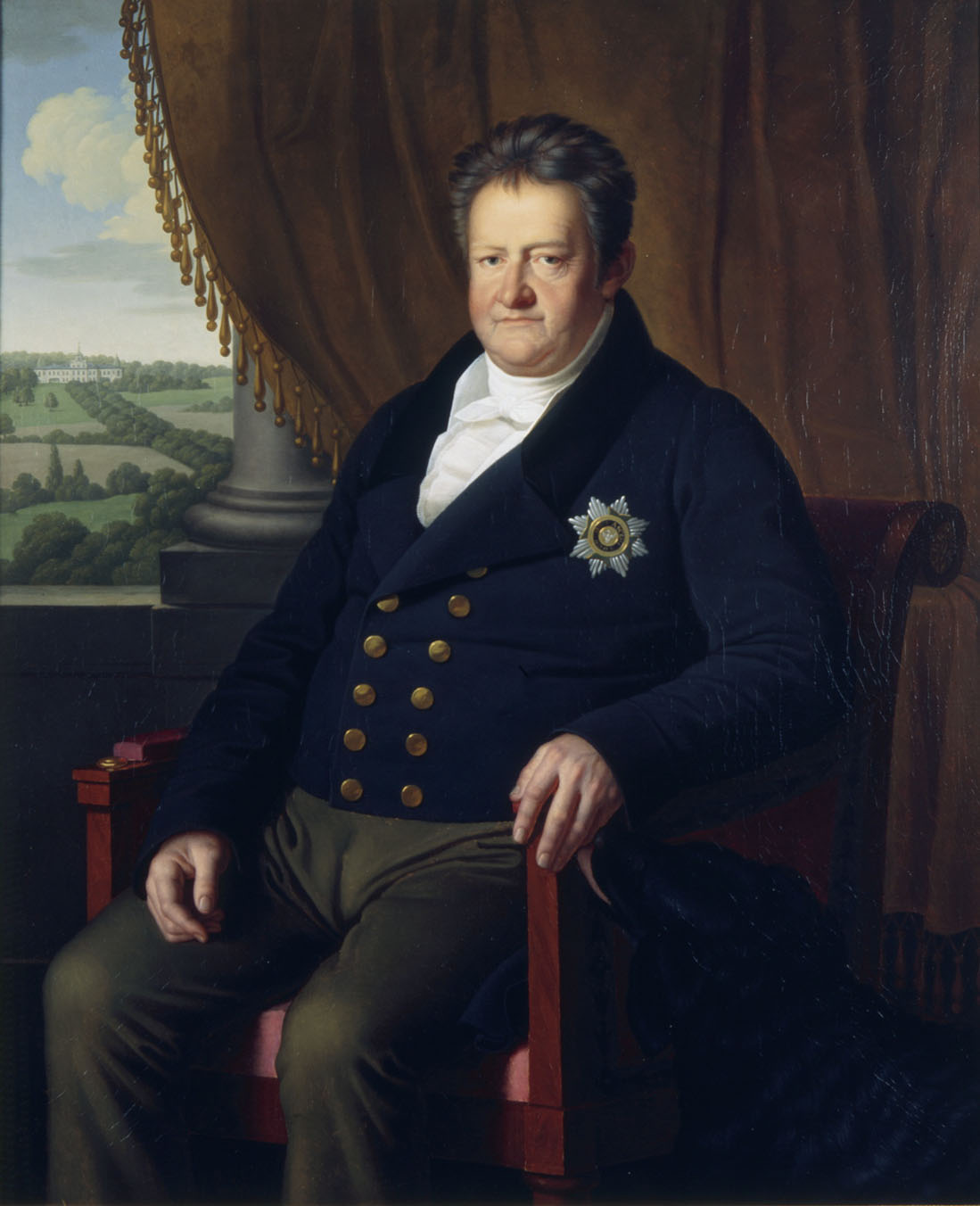
1822년 초상화

카를 아우구스트(독일어: Karl August, 1757년 9월 3일~1828년 6월 14일)는 작센바이마르아이제나흐의 대공작이다.

## 생애
1757년 9월 3일 바이마르에서 태어났다. 태어난 지 얼마 안돼 작위를 물려받자 현모 안나 아마리아로부터 교육을 받았다. 1775년부터 친정을 시작했으며, 요한 볼프강 폰 괴테를 초빙해 총리로 지명했다. 1828년 6월 14일 죽었다.